# Urubamba elegans
Urubamba elegans är en insektsart som beskrevs av Ronderos 1978. Urubamba elegans ingår i släktet Urubamba och familjen gräshoppor. Inga underarter finns listade i Catalogue of Life.